# Lekkoatletyka na Letnich Igrzyskach Olimpijskich 1984 – bieg na 100 m mężczyzn
Bieg na 100 metrów mężczyzn podczas XXIII Letnich Igrzysk Olimpijskich w Los Angeles rozegrano 3 (eliminacje i ćwierćfinały) i 4 sierpnia 1984 (półfinały i finał) na stadionie Los Angeles Memorial Coliseum. Zwycięzcą został reprezentant Stanów Zjednoczonych Carl Lewis, który na tych igrzyskach zdobył złote medale również w biegu na 200 metrów, sztafecie 4 × 100 metrów i skoku w dal.

## Rekordy

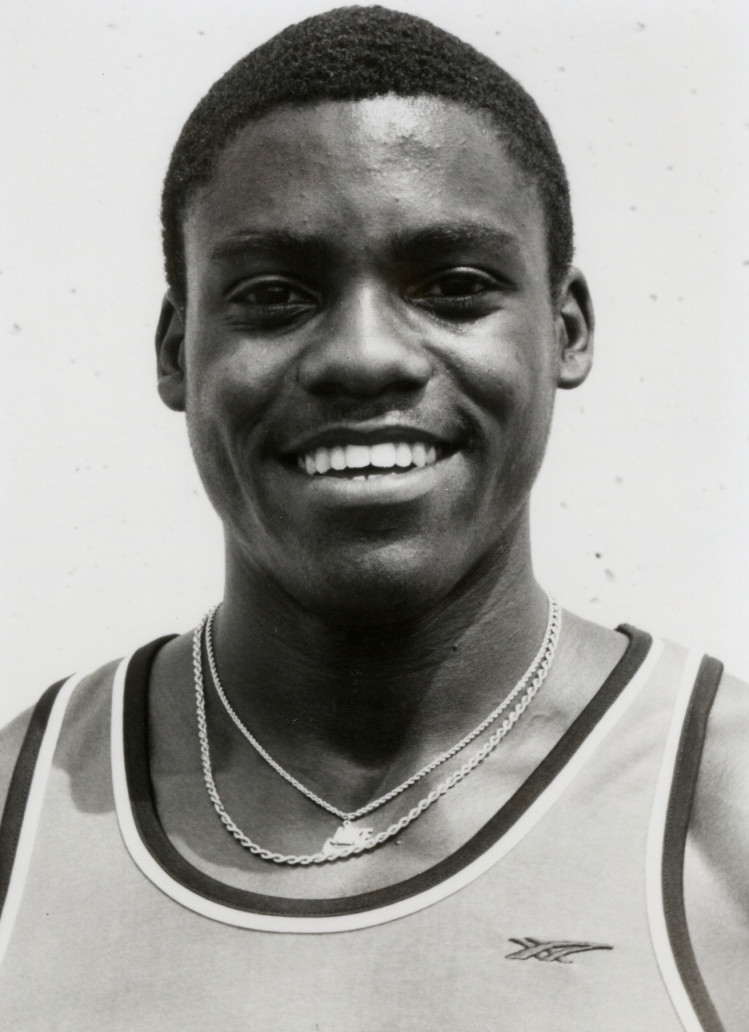
Carl Lewis

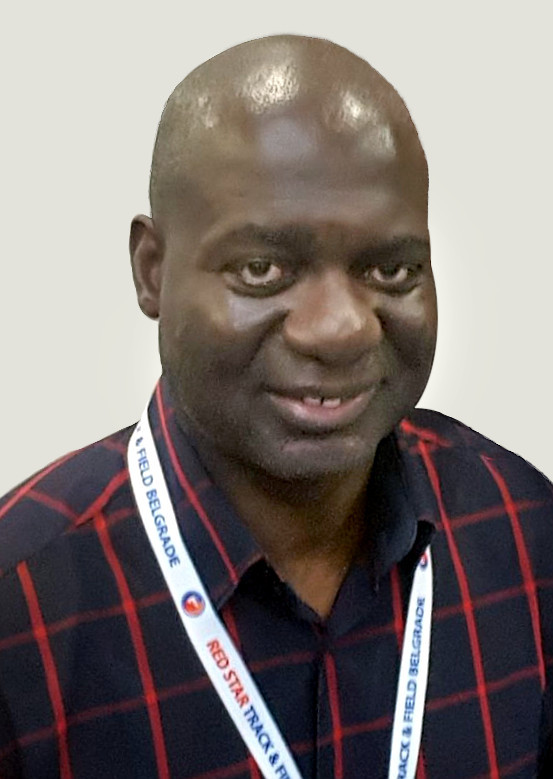
Ben Johnson

|                             | Zawodnik          | Narodowość | Czas                      | Data             | Miejsce |
| --------------------------- | ----------------- | ---------- | ------------------------- | ---------------- | ------- |
| Rekord świata Calvin Smith  | Stany Zjednoczone | 9,93       | 3 lipca 1983(dts)         | Colorado Springs |         |
| Rekord olimpijski Jim Hines | Stany Zjednoczone | 9,95       | 14 października 1968(dts) | Meksyk           |         |

## Wyniki
| Poz. - pozycja |
| – rekord świata \| – rekord krajowy \| – rekord życiowy \| = – wyrównany rekord życiowy \| · – najlepszy wynik w sezonie \| = – wyrównany najlepszy wynik w sezonie \| – rekord olimpijski |
| Fn – falstart \| DNF – nie ukończył \| DNS – nie wystartował \| DSQ – zdyskwalifikowany |

### Eliminacje
Rozegrano jedenaście biegów eliminacyjnych. Do ćwierćfinałów awansowało po trzech najlepszych zawodników z każdego biegu (Q) oraz siedmiu z najlepszymi czasami spośród pozostałych (q).

#### Bieg 1
Wiatr: −0,4 m/s
| Poz. | Zawodnik             | Narodowość        | Rezultat | Uwagi |
| ---- | -------------------- | ----------------- | -------- | ----- |
| 1    | Carl Lewis           | Stany Zjednoczone | 10,32    | Q     |
| 2    | Tony Sharpe          | Kanada            | 10,38    | Q     |
| 3    | Mike McFarlane       | Wielka Brytania   | 10,47    | Q     |
| 4    | Hasely Crawford      | Trynidad i Tobago | 10,48    | q     |
| 5    | Peter Van Miltenburg | Australia         | 10,55    | q     |
| 6    | Vicente Daniel       | Mozambik          | 10,81    |       |
| 7    | Henry Ngolwe         | Zambia            | 10,94    |       |
| 8    | Paul Réneau          | Belize            | 10,96    |       |

#### Bieg 2
Wiatr: +1,8 m/s
| Poz. | Zawodnik           | Narodowość                   | Rezultat | Uwagi |
| ---- | ------------------ | ---------------------------- | -------- | ----- |
| 1    | Allan Wells        | Wielka Brytania              | 10,32    | Q     |
| 2    | Mohamed Purnomo    | Indonezja                    | 10,40    | Q     |
| 3    | José Javier Arqués | Hiszpania                    | 10,42    | Q, =  |
| 4    | Marc Gasparoni     | Francja                      | 10,47    | q     |
| 5    | Emilio Samayoa     | Gwatemala                    | 10,84    |       |
| 6    | Barnabé Messomo    | Kamerun                      | 10,98    |       |
| 7    | Charles Mbazira    | Uganda                       | 11,03    |       |
| 8    | Mohamed Abdullah   | Zjednoczone Emiraty Arabskie | 11,11    |       |

#### Bieg 3
Wiatr: +1,8 m/s
| Poz. | Zawodnik                    | Narodowość | Rezultat | Uwagi |
| ---- | --------------------------- | ---------- | -------- | ----- |
| 1    | Desai Williams              | Kanada     | 10,35    | Q     |
| 2    | Chidi Imoh                  | Nigeria    | 10,39    | Q     |
| 3    | Charles-Louis Seck          | Senegal    | 10,45    | Q     |
| 4    | Christian Nenepath          | Indonezja  | 10,66    |       |
| 4    | Henri Ndinga                | Kongo      | 10,66    |       |
| 6    | Abdullah Sulaiman Al-Akbary | Oman       | 10,86    |       |
| 7    | Inoke Bainimoli             | Fidżi      | 11,15    |       |
| 8    | Daniel André                | Mauritius  | 11,19    |       |

#### Bieg 4
Wiatr: −0,8 m/s
| Poz. | Zawodnik               | Narodowość                           | Rezultat | Uwagi |
| ---- | ---------------------- | ------------------------------------ | -------- | ----- |
| 1    | Sumet Promna           | Tajlandia                            | 10,52    | Q     |
| 2    | Paul Narracott         | Australia                            | 10,55    | Q     |
| 3    | Neville Hodge          | Wyspy Dziewicze Stanów Zjednoczonych | 10,58    | Q     |
| 4    | Audrick Lightbourne    | Bahamy                               | 10,64    | q     |
| 5    | Gus Young              | Jamajka                              | 10,64    |       |
| 6    | Bill Trott             | Bermudy                              | 10,76    |       |
| 7    | Kgosiemang Khumoyarano | Botswana                             | 11,49    |       |
| –    | Emmanuel Bitanga       | Kamerun                              | DNS      |       |

#### Bieg 5
Wiatr: +1,4 m/s
| Poz. | Zawodnik         | Narodowość        | Rezultat | Uwagi |
| ---- | ---------------- | ----------------- | -------- | ----- |
| 1    | Sam Graddy       | Stany Zjednoczone | 10,29    | Q     |
| 2    | Donovan Reid     | Wielka Brytania   | 10,41    | Q     |
| 3    | Jürgen Evers     | RFN               | 10,54    | Q     |
| 4    | Hiroki Fuwa      | Japonia           | 10,56    | q     |
| 5    | Philip Attipoe   | Ghana             | 10,60    | q     |
| 6    | Jean-Yves Mallat | Liban             | 10,83    |       |
| 7    | Markus Büchel    | Liechtenstein     | 10,98    |       |
| 8    | Clifford Mamba   | Suazi             | 11,24    |       |

#### Bieg 6
Wiatr: +1,9 m/s
| Poz. | Zawodnik              | Narodowość | Rezultat | Uwagi |
| ---- | --------------------- | ---------- | -------- | ----- |
| 1    | Ray Stewart           | Jamajka    | 10,24    | Q     |
| 2    | Antoine Richard       | Francja    | 10,35    | Q     |
| 3    | Antonio Ullo          | Włochy     | 10,36    | Q     |
| 4    | Paulo Roberto Correia | Brazylia   | 10,45    | q     |
| 5    | Anthony Jones         | Barbados   | 10,69    |       |
| 6    | Oliver Daniels        | Liberia    | 10,76    |       |
| 7    | Mohammad Mansha       | Pakistan   | 10,87    |       |

#### Bieg 7
Wiatr: +0,8 m/s
| Poz. | Zawodnik         | Narodowość                           | Rezultat | Uwagi |
| ---- | ---------------- | ------------------------------------ | -------- | ----- |
| 1    | Ben Johnson      | Kanada                               | 10,35    | Q     |
| 2    | Yu Zhuanghui     | Chiny                                | 10,53    | Q     |
| 3    | Bruno Marie-Rose | Francja                              | 10,59    | Q     |
| 4    | Earl Haley       | Gujana                               | 10,74    |       |
| 5    | Julien Thode     | Antyle Holenderskie                  | 10,92    |       |
| 6    | Ronald Russell   | Wyspy Dziewicze Stanów Zjednoczonych | 10,94    |       |
| 7    | Denis Rose       | Seszele                              | 11,04    |       |

#### Bieg 8
Wiatr: −0,8 m/s
| Poz. | Zawodnik           | Narodowość        | Rezultat | Uwagi |
| ---- | ------------------ | ----------------- | -------- | ----- |
| 1    | Ronald Desruelles  | Belgia            | 10,46    | Q     |
| 2    | Stefano Tilli      | Włochy            | 10,48    | Q     |
| 3    | Fred Martin        | Australia         | 10,64    | Q     |
| 4    | Luís Barroso       | Portugalia        | 10,76    |       |
| 5    | Gustavo Envela     | Gwinea Równikowa  | 10,79    |       |
| 6    | Omar Faye          | Gambia            | 10,87    |       |
| 7    | Anthony Henry      | Antigua i Barbuda | 10,99    |       |
| 8    | Saidur Rahman Dawn | Bangladesz        | 11,25    |       |

#### Bieg 9
Wiatr: −1,7 m/s
| Poz. | Zawodnik          | Narodowość        | Rezultat | Uwagi |
| ---- | ----------------- | ----------------- | -------- | ----- |
| 1    | Ron Brown         | Stany Zjednoczone | 10,58    | Q     |
| 2    | Luis Morales      | Portoryko         | 10,60    | Q     |
| 3    | Nelson dos Santos | Brazylia          | 10,70    | Q     |
| 4    | Ralf Lübke        | RFN               | 10,70    |       |
| 5    | Collins Mensah    | Ghana             | 10,92    |       |
| 6    | Ivan Benjamin     | Sierra Leone      | 11,13    |       |
| 7    | Johnson Kere      | Wyspy Salomona    | 11,57    |       |

#### Bieg 10
Wiatr: −1,4 m/s
| Poz. | Zawodnik             | Narodowość               | Rezultat | Uwagi |
| ---- | -------------------- | ------------------------ | -------- | ----- |
| 1    | Norman Edwards       | Jamajka                  | 10,57    | Q     |
| 2    | Dudley Parker        | Bahamy                   | 10,65    | Q     |
| 3    | Kouadio Otokpa       | Wybrzeże Kości Słoniowej | 10,72    | Q     |
| 4    | Pierfrancesco Pavoni | Włochy                   | 10,72    |       |
| 5    | Faraj Saad Marzouk   | Katar                    | 10,78    |       |
| 6    | Odiya Silweya        | Malawi                   | 11,22    |       |
| 7    | Glen Abrahams        | Kostaryka                | 11,31    |       |

#### Bieg 11
Wiatr: +1,4 m/s
| Poz. | Zawodnik         | Narodowość                 | Rezultat | Uwagi |
| ---- | ---------------- | -------------------------- | -------- | ----- |
| 1    | Christian Haas   | RFN                        | 10,41    | Q     |
| 2    | Alfonso Pitters  | Panama                     | 10,50    | Q     |
| 3    | Katsuhiko Nakaya | Brazylia                   | 10,55    | Q     |
| 4    | Bakary Jarjue    | Gambia                     | 10,68    |       |
| 5    | Sim Deok-seop    | Korea Południowa           | 10,72    |       |
| 6    | Guy Hill         | Brytyjskie Wyspy Dziewicze | 11,11    |       |
| 7    | Aldo Salandra    | Salwador                   | 11,31    |       |
| –    | Ernie Obeng      | Ghana                      | DNS      |       |

### Ćwierćfinały
Rozegrano pięć biegów ćwierćfinałowych. Do półfinałów awansowało po trzech najlepszych zawodników z każdego biegu oraz jeden z najlepszym czasem spośród pozostałych.

#### Bieg 1
Wiatr: –0,7 m/s
| Poz. | Zawodnik         | Narodowość        | Rezultat | Uwagi |
| ---- | ---------------- | ----------------- | -------- | ----- |
| 1    | Ben Johnson      | Kanada            | 10,41    | Q     |
| 2    | Donovan Reid     | Wielka Brytania   | 10,47    | Q     |
| 3    | Christian Haas   | RFN               | 10,51    | Q     |
| 4    | Hasely Crawford  | Trynidad i Tobago | 10,56    |       |
| 5    | Antonio Ullo     | Włochy            | 10,57    |       |
| 6    | Bruno Marie-Rose | Francja           | 10,60    |       |
| 7    | Paul Narracott   | Australia         | 10,60    |       |
| 8    | Alfonso Pitters  | Panama            | 10,63    |       |

#### Bieg 2
Wiatr: +0,1 m/s
| Poz. | Zawodnik           | Narodowość                           | Rezultat | Uwagi |
| ---- | ------------------ | ------------------------------------ | -------- | ----- |
| 1    | Sam Graddy         | Stany Zjednoczone                    | 10,15    | Q     |
| 2    | Tony Sharpe        | Kanada                               | 10,33    | Q     |
| 3    | Norman Edwards     | Jamajka                              | 10,44    | Q     |
| 4    | Nelson dos Santos  | Brazylia                             | 10,53    |       |
| 5    | Charles-Louis Seck | Senegal                              | 10,54    |       |
| 6    | Yu Zhuanghui       | Chiny                                | 10,59    |       |
| 7    | Neville Hodge      | Wyspy Dziewicze Stanów Zjednoczonych | 10,69    |       |
| –    | Ronald Desruelles  | Belgia                               | DNS      |       |

#### Bieg 3
Wiatr: +1,4 m/s
| Poz. | Zawodnik         | Narodowość               | Rezultat | Uwagi |
| ---- | ---------------- | ------------------------ | -------- | ----- |
| 1    | Stefano Tilli    | Włochy                   | 10,39    | Q     |
| 2    | Ron Brown        | Stany Zjednoczone        | 10,40    | Q     |
| 3    | Marc Gasparoni   | Francja                  | 10,43    | Q     |
| 4    | Sumet Promna     | Tajlandia                | 10,61    |       |
| 5    | Katsuhiko Nakaya | Brazylia                 | 10,69    |       |
| 6    | Hiroki Fuwa      | Japonia                  | 10,75    |       |
| 7    | Philip Attipoe   | Ghana                    | 10,78    |       |
| 8    | Kouadio Otokpa   | Wybrzeże Kości Słoniowej | 10,80    |       |

#### Bieg 4
Wiatr: +0,8 m/s
| Poz. | Zawodnik              | Narodowość      | Rezultat | Uwagi |
| ---- | --------------------- | --------------- | -------- | ----- |
| 1    | Ray Stewart           | Jamajka         | 10,30    | Q     |
| 2    | Allan Wells           | Wielka Brytania | 10,33    | Q     |
| 3    | Mohamed Purnomo       | Indonezja       | 10,43    | Q     |
| 4    | José Javier Arqués    | Hiszpania       | 10,52    |       |
| 4    | Peter Van Miltenburg  | Australia       | 10,52    |       |
| 6    | Antoine Richard       | Francja         | 10,53    |       |
| 7    | Paulo Roberto Correia | Brazylia        | 10,54    |       |
| 8    | Audrick Lightbourne   | Bahamy          | 10,59    |       |

#### Bieg 5
Wiatr: +0,8 m/s
| Poz. | Zawodnik       | Narodowość        | Rezultat | Uwagi |
| ---- | -------------- | ----------------- | -------- | ----- |
| 1    | Carl Lewis     | Stany Zjednoczone | 10,04    | Q     |
| 2    | Desai Williams | Kanada            | 10,27    | Q     |
| 3    | Luis Morales   | Portoryko         | 10,35    | Q     |
| 4    | Mike McFarlane | Wielka Brytania   | 10,36    | q     |
| 5    | Chidi Imoh     | Nigeria           | 10,42    |       |
| 6    | Dudley Parker  | Bahamy            | 10,58    |       |
| 7    | Fred Martin    | Australia         | 10,61    |       |
| 8    | Jürgen Evers   | RFN               | 10,69    |       |

### Półfinały
Rozegrano dwa biegi półfinałowe. Do finału awansowało po czterech najlepszych zawodników z każdego biegu.

#### Bieg 1
Wiatr: +0,7 m/s
| Poz. | Zawodnik        | Narodowość        | Rezultat | Uwagi |
| ---- | --------------- | ----------------- | -------- | ----- |
| 1    | Ray Stewart     | Jamajka           | 10,26    | Q     |
| 2    | Sam Graddy      | Stany Zjednoczone | 10,29    | Q     |
| 3    | Donovan Reid    | Wielka Brytania   | 10,32    | Q     |
| 4    | Ron Brown       | Stany Zjednoczone | 10,34    | Q     |
| 5    | Desai Williams  | Kanada            | 10,34    |       |
| 6    | Christian Haas  | RFN               | 10,41    |       |
| 7    | Marc Gasparoni  | Francja           | 10,49    |       |
| 8    | Mohamed Purnomo | Indonezja         | 10,51    |       |

#### Bieg 2
Wiatr: –1,5 m/s
| Poz. | Zawodnik       | Narodowość        | Rezultat | Uwagi |
| ---- | -------------- | ----------------- | -------- | ----- |
| 1    | Carl Lewis     | Stany Zjednoczone | 10,14    | Q     |
| 2    | Ben Johnson    | Kanada            | 10,42    | Q     |
| 3    | Mike McFarlane | Wielka Brytania   | 10,45    | Q     |
| 4    | Tony Sharpe    | Kanada            | 10,52    | Q     |
| 5    | Luis Morales   | Portoryko         | 10,54    |       |
| 6    | Stefano Tilli  | Włochy            | 10,55    |       |
| 7    | Norman Edwards | Jamajka           | 10,63    |       |
| 8    | Allan Wells    | Wielka Brytania   | 10,71    |       |

### Finał
Wiatr: +0,2 m/s
| Poz. | Zawodnik       | Narodowość        | Rezultat |
| ---- | -------------- | ----------------- | -------- |
| 1    | Carl Lewis     | Stany Zjednoczone | 9,99     |
| 2    | Sam Graddy     | Stany Zjednoczone | 10,19    |
| 3    | Ben Johnson    | Kanada            | 10,22    |
| 4    | Ron Brown      | Stany Zjednoczone | 10,26    |
| 5    | Mike McFarlane | Wielka Brytania   | 10,27    |
| 6    | Ray Stewart    | Jamajka           | 10,29    |
| 7    | Donovan Reid   | Wielka Brytania   | 10,33    |
| 8    | Tony Sharpe    | Kanada            | 10,35    |